# Bamberga
(324) Bamberga is een grote planetoïde in de planetoïdengordel tussen de banen van de planeten Mars en Jupiter. Bamberga draait in 4,39 jaar om de zon, in een zeer sterk ellipsvormige baan die ongeveer 11° helt ten opzichte van de ecliptica. De afstand tot de zon varieert tijdens een omloop tussen de 1,775 en 3,591 astronomische eenheden.

## Ontdekking en naamgeving
Bamberga werd op 25 februari 1892 ontdekt door de Tsjechisch-Oostenrijkse astronoom Johann Palisa in Wenen. Palisa ontdekte in totaal 122 planetoïden.
Bamberga is genoemd naar de Duitse stad Bamberg in Beieren.

## Eigenschappen
Als gevolg van het grote verschil tussen perihelium en aphelium kan vanaf de aarde gezien de schijnbare helderheid van Bamberga tijdens een oppositie sterk verschillen. Tijdens zeldzame gunstige opposities kan de planetoïde een helderheid van +8,0 bereiken, zodat ze met een goede verrekijker al te zien is. Er zijn maar negen planetoïden die vanaf de aarde gezien een grotere helderheid kunnen hebben. Deze gunstige opposities komen in cycli van eens in de 22 jaar.
Bamberga wordt door spectraalanalyse ingedeeld bij de C-type planetoïden, wat betekent dat ze een relatief laag albedo heeft en een donker oppervlak. Ze heeft echter ook kenmerken van een P-type planetoïde. Zowel P- als C-planetoïden zijn rijk aan organische verbindingen.
Bamberga draait in bijna 30 uur om haar eigen as, wat relatief langzaam is voor een planetoïde van haar grootte. Er zijn veel extremere gevallen bekend, zoals (288) Glauke.